# Cung Trường Lĩnh
Cung Trường Lĩnh (chữ Hán giản thể: 弓长岭区, âm Hán Việt: Cung Trường Lĩnh khu) là một quận của địa cấp thị Liêu Dương, tỉnh Liêu Ninh, Cộng hòa Nhân dân Trung Hoa. Quận Cung Trường Lĩnh có diện tích 288 km², dân số 90.000 người. Mã số bưu chính của Cung Trường Lĩnh là 111008. Trụ sở chính quyền nhân dân quận đóng ở đường Tân Khai. Về mặt hành chính, quận Cung Trường Lĩnh được chia ra thành 3 nhai đạo biện sự xứ, 1 trấn, 1 hương. Các đơn vị này lại được chia thành 26 ủy ban xã cư, 26 ủy ban thôn.
- Nhai đạo biện sự xứ: Đoàn Sơn Tử, An Bình, Tô Gia.
- Trấn: Thang Hà.
- Hương: An Bình.